# Харі Костов
Харі Костов (мак. Хари Костов; 13 листопада 1959, село Пішіца, громада Пробіщіп, Соціалістична Республіка Македонія, СФРЮ) — македонська державний діяч, прем'єр-міністр Північної Македонії з червня по листопад 2004 року.

## Біографія
Харі Костов закінчив в 1983 році факультет економіки Університету Св. Кирила і Мефодія в Скоп'є. З 1988 року працював в уряді Соціалістичної Республіки Македонії, а потім був призначений радником уряду з економічних питань. Цю посаду він обіймав до лютого 1994 року.
У першому уряді Црвенковського Костов був заступником міністра фінансів (1994) і головою Комітету з банківської реформи.
З серпня 1995 до жовтня 1996 був помічником виконавчого директора Світового банку, потім, до свого призначення на пост міністра внутрішніх справ у 2002 році, генеральним директором комерційного банку.
31 травня 2004, через два тижні після того як Бранко Црвенковський став президентом, парламент обрав Костова прем'єр-міністром. Більшість міністрів з уряду Црвенковського залишилися на своїх постах.
Костов оголосив про свою відставку 15 листопада 2004 після розбіжностей в коаліційному уряді між міністрами-македонцями і міністрами-албанцями.
В даний час Харі Костов є генеральним директором Комерційного банку Скоп'є (Комерцијална банка АД Скопје).